# Young Dracula
Young Dracula ist eine britische Teenager-Drama Fernsehserie, die auf dem britischen Fernsehsender CBBC ausgestrahlt wurde. Sie basiert auf dem Kinderbuch Young Dracula and Young Monsters von Michael Lawrence. Die Serie besteht aus insgesamt 66 Episoden in fünf Staffeln. Die erste Episode wurde am 21. September 2006 und die letzte Episode am 31. März 2014 ausgestrahlt.

## Handlung
Die Serie handelt von der Familie Dracula. Diese ist eine Vampirfamilie, die zunächst in Transsylvanien lebt. Dort wird sie jedoch von einer Menschenmenge verfolgt. Die Familie muss fliehen. Sie ziehen in den kleinen Ort Stokely in Wales. Die Familienmitglieder sind Graf Dracula, Vlad Dracula und Ingrid Dracula. Graf Dracula liebt die traditionellen Vampirregeln und er möchte seine Kinder danach erziehen, möglichst gute Vampire zu sein. Dabei bevorzugt er seinen Sohn Vlad, während er seine Tochter Ingrid zunächst ignoriert. Vlad hingegen wäre am liebsten ein normaler Mensch. Er freundet sich mit seinem Nachbarn Robin an. Dieser ist ein Vampirfan und fasziniert von Vlad und dessen Familie.

## Besetzung
- Keith-Lee Castle: Graf Dracula (Staffel 1–5)
- Gerran Howell: Vlad Dracula (Staffel 1–5)
- Clare Thomas: Ingrid Dracula (Staffel 1–5)
- Simon Ludders: Renfield (Staffel 1–5)
- Terry Haywood: Jonathan (Staffel 1–4)
- Andy Bradshaw: Zoltan (Staffel 1–3)
- Craig Roberts: Robin Branaugh (Staffel 1–2)
- Terence Maynard: Van Helsing (Staffel 1–2)

## Ausstrahlung
Young Dracula wurde im britischen, argentinischen, spanischen, finnischen, australischen und Schweizer Fernsehen gezeigt. Die Ausstrahlung der ersten Staffel begann am 21. September 2006 auf dem britischen Fernsehsender CBBC. Die zweite Staffel zeigte die CBBC im Jahr 2007. Die dritte Staffel folgte, vier Jahre später, im Jahr 2011. Zur dritten Staffel hatten sich einige Casting-Veränderungen ergeben. So hatten die Hauptdarsteller Craig Roberts und Terence Maynard die Serie verlassen.
Die vierte Staffel wurde im Jahr 2012 ausgestrahlt. Nach zwei Jahren Pause folgte 2014 die fünfte und letzte Staffel. Am 31. März 2014 wurde die letzte Folge gezeigt.
Die Serie wurde in Großbritannien und Australien auf DVD veröffentlicht.

## Auszeichnungen
BAFTA Cymru Award:
- 2009: Best Children’s Programme (Mia Jupp)[9]